# Fundusz Ubezpieczeń Społecznych
Fundusz Ubezpieczeń Społecznych (FUS) – polski państwowy fundusz celowy, którego środkami dysponuje Zakład Ubezpieczeń Społecznych. FUS realizuje zadania z zakresu pierwszego filaru ubezpieczeń społecznych w systemie redystrybutywnym.
Przychody FUS pochodzą ze składek na ubezpieczenia społeczne, dotacji z budżetu państwa oraz krótkoterminowych kredytów komercyjnych (pożyczki płynnościowe). Ze środków zgromadzonych w funduszu finansowane są wypłaty świadczeń z ubezpieczenia emerytalnego, rentowego, chorobowego oraz wypadkowego, wydatki na prewencję rentową i inne.
Zasady funkcjonowania Funduszu Ubezpieczeń Społecznych określa ustawa z dnia 13 października 1998 r. o systemie ubezpieczeń społecznych. Funduszowi poświęcony jest między innymi cały rozdział 5 wymienionej ustawy (art. 51–57).

## Wpływ demografii na Fundusz Ubezpieczeń Społecznych
Powszechny system ubezpieczenia społecznego w Polsce działa w oparciu o określone założenia dotyczące długotrwałych trendów demograficznych. System redystrybutywny jest na zaburzenia tych trendów bardzo podatny, bo zmniejszenie liczby pracowników (płatników składek) w danym momencie powoduje brak pieniędzy na świadczenia dla obecnych emerytów i rencistów.
Konstytucyjne i ustawowe gwarancje świadczeń emerytalnych powodują, że FUS musi być w takiej sytuacji dofinansowywany z budżetu państwa. Ze względu na to, że budżet jest w całości zasilany z podatków, wzrost jego obciążenia powoduje zwiększenie kosztów pracy. To z kolei prowadzi do zwiększania bezrobocia, uciekania w szarą strefę i dalszego zmniejszania ilości płatników FUS.
W związku z powszechnymi w Europie trendami zmniejszania ilości dzieci i zmniejszania się populacji pracującej systemy emerytalne w wielu krajach przeżywają kryzys. Obciążenie systemów emerytalnych zwiększa także rosnąca średnia długość życia po przejściu na emeryturę.
Spadek liczby płatników w stosunku do beneficjentów systemu emerytalnego powoduje, że od dłuższego czasu jest on deficytowy, zaś obecnie wpłacane składki są w całości przeznaczane na spłatę obecnych emerytur. Z tego powodu sposób funkcjonowania Funduszu Ubezpieczeń Społecznych przyrównywano do piramid finansowych.
Według twórców reformy emerytalnej z 1999 roku system miał bilansować się automatycznie dzięki temu, że wysokość emerytur wypłacanych z „nowego” systemu waloryzowana jest na podstawie bieżącej wielkości funduszu płac. Równocześnie jednak, w wyniku poniechania szeregu założonych reform czy wręcz wprowadzania nowych przywilejów emerytalnych przez kolejne rządy po 1999 roku, w latach 1999–2010 obciążenie systemu znacznie wzrosło zamiast maleć.

## Sytuacja finansowa
W praktyce FUS od wielu lat jest instytucją deficytową w tym sensie, że składki wpływające od osób obecnie pracujących nie pokrywają całości wypłat dla osób będących obecnie na emeryturze. Ze względu na konstytucyjne i ustawowe gwarancje wypłacania świadczeń emerytalnych FUS jest dofinansowywany z budżetu państwa.
W systemie działającym do 1999 roku w oparciu przepisy wywodzące się z PRL niekorzystny trend demograficzny oraz ogólny kryzys ekonomiczny spowodował ryzyko kryzysu emerytalnego. Do 1981 roku składka emerytalna wynosząca 25% pensji nie wystarczała na pokrycie świadczeń i była konsekwentnie podnoszona do 38% pod koniec lat 80., by w latach 90. sięgnąć 45% wynagrodzenia. Celem reformy emerytalnej z 1999 roku było rozwiązanie tego problemu.
Na sytuację finansową FUS negatywnie wpływają również metody naliczania składek w branżach tradycyjnie uprzywilejowanych od czasów PRL. Np. w górnictwie płatnicy składek (czyli kopalnie, w tym także prywatne, jak Bogdanka czy Silesia) odprowadzają za swoich pracowników składki w wysokości nieproporcjonalnie małej w stosunku do świadczeń wypłacanych później z FUS. Poza uprzywilejowanymi zasadami opłacania składek, sektor górniczy wielokrotnie korzystał także z odroczeń lub umorzeń zaległości wobec ZUS.
W latach 90. FUS był nadal corocznie dofinansowany ze skarbu państwa kwotami sięgającymi 16 mld nowych złotych (1995). Zgodnie z prognozami, przy utrzymaniu starego systemu, w 2020 roku składka musiałaby wzrosnąć do 70% wynagrodzenia.
Według prognoz ZUS w latach 2009–2012 na wypłatę emerytur miało zabraknąć 157–265 mld złotych.
FUS co jakiś czas zaciąga krótkoterminowe kredyty komercyjne w celu zachowania płynności finansowej. W przeszłości zdarzały się opóźnienia w przekazywaniu pieniędzy związane z procedurą kredytową.
W budżecie państwa na rok 2009 zaplanowano wydatki na FUS w wysokości 30,9 mld złotych.

## Fundusz Rezerwy Demograficznej
Sytuację finansową FUS miała poprawić reforma emerytalna w 1999 roku, która wprowadziła mieszany system redystrybutywno-kapitałowy (I i II Filar ZUS) oraz szereg mechanizmów bezpieczeństwa takich jak Fundusz Rezerwy Demograficznej. Fundusz miał gromadzić środki na kompensację tzw. „powojennego wyżu demograficznego”, który według przewidywań zwiększy liczbę osób pobierających świadczenia o 60%.
Fundusz miał być zasilany m.in. zyskami z prywatyzacji i do 2009 roku miał zgromadzić 20 mld złotych. Do 2005 roku udało się zgromadzić zaledwie 1,5 mld złotych, zaś w 2009 roku – około 6 mld.
Pod koniec 2013 stan FRD jest prognozowany na ok. 16,5 mld zł. Od 2010 roku rząd wykorzystuje środki Funduszu Rezerwy Demograficznej na uzupełnienie niedoboru funduszu emerytalnego wynikającego z przyczyn demograficznych. I tak w 2010 roku na wypłatę bieżących świadczeń emerytalnych przeznaczył 7,5 mld zł z FRD, w 2011 – 4,0 mld zł, w 2012 – 2,887 mld zł, a w 2013 roku – 2,5 mld zł.

## Problemy i krytyka FUS
W 1999 roku wielkość składki na ubezpieczenie społeczne pozostawiono na tym samym poziomie co przed reformą i część z niej zaczęto odprowadzać do OFE. Przy niezmienionej wielkości świadczeń spowodowało to powstanie rosnącej luki między wielkością wpływów i wydatków FUS. Założenia reformy emerytalnej z 1999 roku przewidywały uzupełnienie tej luki m.in. wpływami z prywatyzacji oraz oszczędnościami z likwidacji przywilejów emerytalnych różnych grup zawodowych. W praktyce założenia te okazały się nierealne, co doprowadziło do pokrywania środków transferowanych do OFE z zadłużenia.
Politycy i publicyści kojarzeni z prawicą krytykują także samo istnienie ZUS, jak i obowiązek odprowadzania do niego składek.
ZUS jest też krytykowany za pobieranie prowizji w wysokości 0,8% od wypłat z OFE oraz 0,2% od środków przekazywanych do NFZ, a także za rosnące konsekwentnie koszty własne funkcjonowania ZUS, które w 2011 roku wynosiły 3,8 mld zł (3,7% budżetu).
Robert Gwiazdowski wskazuje na ryzyko wynikające z lokowania środków przekazanych do otwartych funduszy emerytalnych w obligacje państwowe, z których dług państwo wykorzystuje do dotowania ZUS-u. Ten obieg środków został również skrytykowany przez rząd w 2011 roku jako „bezsensowny” i napędzający dług publiczny.
W związku ze znacznym obciążeniem finansowym działalności gospodarczej, wynikającym ze składek na ubezpieczenie społeczne w Polsce, niektórzy przedsiębiorcy formalnie zatrudniają się w innych krajach Wspólnoty Europejskiej (np. na Litwie) i płacą obowiązkowe opłaty emerytalne według znacznie niższej stawki.

## Prognozy finansowe i demograficzne
Według prognoz Komisji Europejskiej obecne systemy emerytalne w krajach europejskich w razie braku reform mogą doprowadzić do drastycznego zadłużenia państwa. Według Centrum Stosunków Międzynarodowych polski system emerytalny może stracić płynność finansową około 2020 roku z powodów demograficznych.
Według prognozy długoterminowej do 2050 roku przygotowanej przez ZUS w 2006 roku, zdolność do samofinansowania systemu emerytalnego opartego o FUS miała zacząć spadać od 2015 roku, spaść do 40–60% w latach 2020–2030, a następnie powoli rosnąć. Według prognozy „optymistycznej” w 2050 roku około 93% wydatków FUS miała pochodzić ze składek, według „pesymistycznej” miało to być 53%. Współczynnik obciążenia systemowego (stosunek liczby emerytów do liczby płatników) w każdym wariancie miał wzrosnąć od około 30% do 60% (1,6 płatnika na 1 emeryta).
Prognozy te jednak oparte były na szeregu założeń, mogących ulec zmianie ze względów politycznych – takich jak wysokość emerytur minimalnych, wiek emerytalny, emerytury dla grup uprzywilejowanych itd.

## Propozycje reform
Zgłaszane są propozycje reformy systemu emerytalnego w celu poprawienia jego wydolności oraz obniżenia kosztów pracy – Centrum im. Adama Smitha zgłosiło propozycję stworzenia Urzędu Emerytalnego wypłacającego emerytury według stałej, jednakowej dla wszystkich stawki. Model ten bywa porównywany do systemu kanadyjskiego.
Postulat ten był zgłaszany także w wersji zakładającej zastąpieni obecnego systemu trzech filarów o wiele prostszym systemem zbliżonym do KRUS.
Zespół Reforma Emerytalno-Podatkowa (REP) proponuje system, w której znaczna część podatków i parapodatków, nazywanych obecnie składkami, zostałaby zintegrowana.
W 2012 rozpoczęła się reforma emerytalna mająca na celu stopniowe (lata 2020–2040) podniesienie oraz zrównanie wieku emerytalnego kobiet i mężczyzn, oraz zmiany w emeryturach uprzywilejowanych grup zawodowych.